# Sandugu Bolong
Der Sandugu Bolong ist ein Fluss in den westafrikanischen Staaten Senegal und Gambia. In Senegal ist er als Sandougou bekannt. Auch der Name Sami Bolong (andere Schreibweise Sani Bolong) wird verwendet. Als Sandougou ist er der längste Nebenfluss des Gambia.

## Geographie
Der Sandougou entspringt nordöstlich der Regionalpräfektur Tambacounda in der ostsenegalesischen Region Tambacounda. Der Fluss fließt auf einer Länge von ungefähr 240 Kilometern in südwest-westlicher Richtung, bis er mit einer Breite von ungefähr 65 Metern in den Gambia-Fluss mündet.
Der Zusatz Bolong, den viele Nebenflüsse des Gambias haben, bedeutet in der Sprache der Mandinka „bewegliches Wasser“ oder „Nebenfluss“.